# Capcom Five
Vous lisez un « article de qualité » labellisé en 2018.

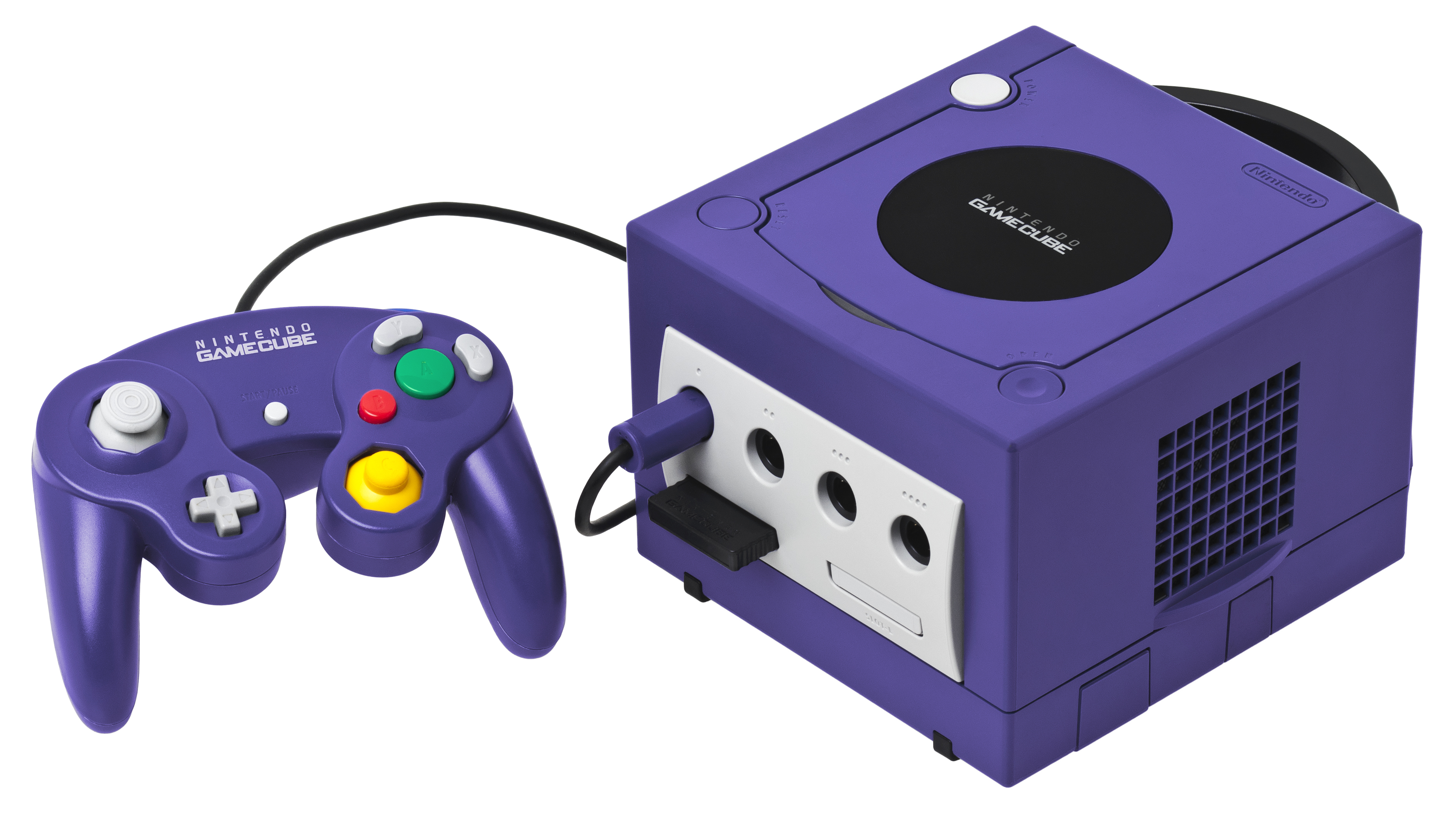
Les Capcom Five, lors de leur annonce, constituaient le plus gros support d'un développeur tiers pour la Nintendo GameCube.

Les Capcom Five sont une série de cinq jeux vidéo annoncés par Capcom fin 2002 et édités à partir de mars 2003. Alors que la console GameCube de Nintendo peine à obtenir des parts de marché, Capcom dévoile ces cinq nouveaux titres sur la plate-forme, ce qui constitue alors un soutien important et inattendu de la part d'un développeur tiers. Capcom USA confirme ensuite que ces jeux seront des exclusivités pour la console. Les cinq jeux sont P.N.03, un jeu de tir à la troisième personne ; Viewtiful Joe, un beat them all en vue latérale ; Dead Phoenix, un shoot 'em up ; Resident Evil 4, un survival horror (avec des éléments de jeu de tir à la troisième personne nouveaux pour la série) et Killer7, un jeu d'action-aventure mâtiné de tir à la première personne. Sans avoir de lien particulier les uns avec les autres, ces jeux voient leur développement supervisé par Shinji Mikami à l'exception de Killer7, développé par Grasshopper Manufacture. Plus tard, Capcom USA rectifie son communiqué de presse concernant l'exclusivité des titres pour annoncer que, finalement, seul Resident Evil 4 sera exclusif et que l'erreur est due à une mauvaise communication avec la maison-mère.
Parmi les cinq jeux, Dead Phoenix est annulé et seul P.N.03 reste finalement exclusif à la console (mais il est un échec critique et commercial). Viewtiful Joe et Killer7 connaissent des ventes modestes malgré de très bonnes critiques pour le premier et des critiques très polarisées pour le second. À terme, Killer7 finira par acquérir le statut de jeu culte et lance la carrière de son créateur Suda51. Resident Evil 4 est le seul véritable succès commercial parmi les quatre jeux sortis sur la console, mais celui-ci est amoindri par l'annonce d'un portage sur la PlayStation 2 de Sony.
Depuis la sortie de la console Nintendo 64, Nintendo a toujours eu des problèmes pour attirer des développeurs tiers comme Capcom vers ses consoles. Des analystes ont vu dans l'échec commercial des Capcom Five, et particulièrement lors de la perte d'exclusivité de Resident Evil 4, un coup d'arrêt majeur dans les relations entre Nintendo et Capcom et un symbole de l'échec de Nintendo dans son effort pour attirer des développeurs tiers durant l'ère GameCube.

## Contexte
À l'époque de la console Nintendo Entertainment System (NES) et de la console Super Nintendo (SNES), Nintendo et Capcom collaborent de manière fructueuse. Mega Man est notamment l'une des franchises majeures de la NES. Cette proximité est en partie due au fait que Nintendo a le monopole du marché du jeu vidéo sur consoles. Ceci permet au constructeur d'avoir sur ses machines de nombreuses exclusivités de développeurs tiers qui doivent, en outre, se conformer aux échéances du manufacturier,. La sortie de la Mega Drive de Sega force Nintendo à lever une partie des contraintes imposées aux développeurs tiers sur la Super Nintendo. Les relations entre Nintendo et les développeurs tiers se dégradent fortement quand la firme décide de conserver un format propriétaire de cartouche pour la Nintendo 64 alors que Sony, pour sa PlayStation, décide d'adopter un format disque. Du fait des coûts élevés de fabrication et de la place mémoire limitée des cartouches, de nombreux développeurs tiers, dont Capcom, décident de lancer leurs nouvelles franchises sur PlayStation : c'est par exemple le cas de Resident Evil,. Sur cette nouvelle plate-forme, les développeurs peuvent créer des jeux plus importants sans avoir à payer la fabrication de cartouches à Nintendo, qui fait également courir le risque de surproduction. Cette fuite des développeurs tiers est l'un des facteurs ayant permis à la PlayStation de dépasser largement la Nintendo 64 en ce qui concerne les ventes sur cette génération de consoles.
Avec la GameCube, Nintendo essaie de retrouver le soutien des développeurs tiers pour rattraper la PlayStation 2 de Sony,. Néanmoins, un an après sa sortie, Nintendo n'a vendu que 4,7 millions de consoles, un score décevant. C'est dans ce climat de ventes en berne que Capcom tient une conférence de presse surprise au Japon en novembre 2002, annonçant cinq jeux sur GameCube : P.N.03, Viewtiful Joe, Dead Phoenix, Resident Evil 4 et Killer7. Ces jeux seront développés en interne par Capcom Production Studio 4 sous la supervision de Shinji Mikami, créateur de Resident Evil, la seule exception étant Killer7, développé par Grasshopper Manufacture. Sur ce titre créé par Suda51, Shinji Mikami fera office de co-scénariste.
Pressé de questions sur l'exclusivité des titres, un représentant de Capcom USA confirme la chose, ce qui ancre l'impression que Capcom espère alors permettre et bénéficier d'une hausse des ventes de la GameCube.
Voici l'annonce que l'on peut lire sur le site web de Capcom :

« Pour la croissance de l'industrie du jeu. Pour la GameCube. Ces mots décrivent nos premières pensées. Dans une industrie où l'on crée pour amuser et divertir, sentez-vous une crise qui touche l'industrie face à la baisse continue de l'excitation et de l'apparition de nouvelles stimulations ?
En tant que créateurs, nous pensons que cette baisse de l'excitation est entièrement notre faute et notre responsabilité. De la même manière, nous croyons que c'est aussi notre mission et notre responsabilité de créer quelque chose qui vaudra le 'coup d'œil' des utilisateurs.
Dans un marché qui est devenu prosaïque à cause des jeux dépendants de leur personnage et des suites, nous saisissons cette opportunité de vous annoncer cinq jeux tout nouveaux et excitants pour la GameCube. »

Néanmoins, début 2003, Capcom USA revient sur sa déclaration concernant les exclusivités. L'erreur est attribuée à une mauvaise communication avec la maison-mère et sa filiale américaine. La firme clarifie le statut de Capcom Five et précise que seul Resident Evil 4 sera finalement exclusif à la console.

## Sorties et accueil

### P.N.03
P.N.03 est un jeu de tir à la troisième personne se déroulant dans un univers de science-fiction. Il sort au Japon le 27 mars 2003. Le jeu met en scène une héroïne agile du nom de Vanessa Z. Schneider aux prises avec une armée de robots dissidents. Il est surnommé Jaguar pendant son développement en raison de la fluidité des mouvements de l'héroïne. En tant que directeur du jeu, Mikami a à cœur de le différencier de Devil May Cry en ajoutant à la panoplie des mouvements du personnage joueur des manœuvres de défense et d'évasion. C'est cette volonté, combinée à un temps de développement limité, qui mène au remplacement des pistolets de Vanessa par des éclairs d'énergie. Les ventes du jeu sont finalement très décevantes pour Capcom. À sa sortie, les critiques regrettent la courte durée de vie du titre et ses contrôles imprécis, le jeu recevant une moyenne de 63 % sur l'agrégateur Metacritic. Mikami avoue être insatisfait du produit final et avoir espéré pouvoir investir beaucoup plus de temps dans son développement. P.N.03 est le seul jeu des Capcom Five à être resté exclusif à la GameCube.

### Viewtiful Joe
Viewtiful Joe est un beat them all en vue latérale 2,5D sorti le 26 juin 2003. Le héros du jeu, Joe, est une parodie de héros de tokusatsu. Il cherche à sauver sa petite amie, faite prisonnière dans Movieland par une organisation criminelle connue sous le nom de Jadow. Pour accomplir sa mission, Joe doit utiliser les pouvoirs Viewtiful Effects qui sont basés sur les mouvements de caméra et les effets spéciaux utilisés dans les films. Parmi ces pouvoirs, on peut citer le bullet time qui ralentit l'action, la vitesse supersonique qui permet à Joe de frapper les ennemis grâce à la rémanence des images ou encore le zoom qui déclenche une vue rapprochée et débloque des coups spéciaux. En interne, Capcom considère que l'un des objectifs principaux du projet est d'améliorer les compétences de l'équipe et notamment de donner de l'expérience au directeur Hideki Kamiya. À sa sortie, le jeu est acclamé par la critique. Sur l'agrégateur Metacritic, il reçoit un score de 93 % et de nombreuses publications spécialisées le qualifient de « jeu vidéo de l'année » sur GameCube dont IGN et USA Today,,. La première livraison du jeu est de 100 000 unités, il se vendra finalement à plus de 275 000 exemplaires,. Le producteur Atsushi Inaba déclare considérer le jeu comme un succès ayant permis de faire progresser l'équipe de développement tout en maintenant un budget maîtrisé et en se vendant bien. Néanmoins, les chiffres de vente du jeu sont inférieurs à ceux prévus par Capcom ce qui a incité l'éditeur à le porter sur PlayStation 2 en 2004 avec des fonctionnalités supplémentaires,. Cette version se vend à 46 000 exemplaires et obtient un score de 90 % sur Metacritic, certains tests pointant l'absence de balayage progressif et des chutes de frame rate sur cette version,.

### Dead Phoenix
Dead Phoenix est le seul jeu des Capcom Five à avoir été annulé. Il s'agit d'un shoot 'em up en 3D mettant en scène un homme ailé appelé Phoenix,,. Le site IGN, en se basant sur la bande-annonce du jeu, compare son gameplay à Panzer Dragoon. Les joueurs devraient y contrôler Phoenix aux prises avec des ennemis géants et aidés par des alliés au sol,. L'annonce du jeu par Capcom décrit l'univers de celui-ci : une cité flottante mythique emplie de monstres et de dragons,. Game Informer annonce qu'une sortie japonaise est prévue pour mi-2003. Le jeu serait annulé en mai 2003 mais Capcom en parle encore comme étant en développement lors de l'E3 2003, à peu près à la même période. IGN émet alors l'hypothèse que le jeu a en fait été modifié dans l'optique d'être un nouveau Kid Icarus, étant donné qu'au début des années 2000, Nintendo a tendance à confier ses propriétés intellectuelles à des développeurs tiers. Officiellement, le jeu est annulé en août 2003,.

### Resident Evil 4
Resident Evil 4 mêle survival horror et jeu de tir à la troisième personne. Le jeu est sorti en Amérique du Nord le 11 janvier 2005 et au Japon le 27 janvier. Le joueur incarne Leon S. Kennedy, un agent du United States Secret Service qui a été chargé de sauver la fille du président des États-Unis, prisonnière d'une secte dans une zone rurale d'un pays hispanophone européen. La secte a utilisé un parasite pour laver le cerveau des villageois et les transformer en fous furieux ultra-violents. Le jeu a connu de nombreuses évolutions durant son développement — l'équipe ayant abandonné quatre prototypes avant de se fixer sur le gameplay final. L'un de ces prototypes, dirigé par Hideki Kamiya est devenu le jeu Devil May Cry,. C'est Mikami qui a ensuite repris le projet et produit la cinquième itération du jeu, très différente des précédents opus de la saga Resident Evil avec une caméra positionnée derrière l'épaule du personnage-joueur et une exagération sur l'action et les affrontements. Pendant un temps, Resident Evil 4 est le seul jeu des Capcom Five annoncé officiellement comme exclusivité GameCube. Mikami a notamment déclaré qu'il démissionnerait si le jeu était porté sur une autre plate-forme. Néanmoins, deux mois avant la sortie du jeu, Capcom annonce qu'un portage PlayStation 2 est prévu en raison de la pression des actionnaires et des joueurs. Cette annonce surprise entrave le succès commercial de la version GameCube, plate-forme sur laquelle 1,6 million d'unités sont vendues, comparé aux ventes sur PlayStation 2 qui culminent à plus de 2 millions d'exemplaires. Mikami s'excusa auprès de fans de la GameCube pour ne pas avoir tenu sa promesse de faire maintenir l'exclusivité sur la console de Nintendo,. Le jeu a reçu par ailleurs de très bonnes critiques — sur Metacritic, les deux versions obtiennent une moyenne agrégée de 96 %,. Il obtient également de nombreux prix du « Jeu de l'année » 2005 et est fréquemment listé parmi les meilleurs jeux vidéo de tous les temps,,,.

### Killer7
Killer7 sort le 9 juin 2005. Il s'agit d'un jeu d'action-aventure avec des phases en vue à la première personne et un système non conventionnel de déplacement sur rail. Contrairement aux autres Capcom Five, Killer7 est développé par le studio Grasshopper Manufacture sous la direction de Suda51. Le joueur contrôle les membres d'un groupe d'assassins d'élite qui sont la manifestation d'un être quasi divin nommé Harman Smith. Le gameplay restreint le joueur dans ses mouvements à des choix de chemins et le combat ne s'active qu'à l'arrêt et en vue à la première personne. Ce mode contrôle minimaliste a été conçu comme une déconstruction des contrôles traditionnels de ce genre de jeu. Le système de jeu n'a été finalisé que vers la fin de la production, car l'accent avait été mis par Suda51 sur le scénario et l'aspect visuel du jeu. Cette approche descendante a entraîné plusieurs retards, le dernier étant lié à un désir artistique de voir sortir le jeu le 7 juillet en Amérique du Nord (le 7/7, pour faire écho au titre). Killer7 est lancé simultanément sur plusieurs consoles contrairement aux autres jeux précédemment cités. Il reçoit un accueil critique très polarisé. Certains testeurs louent le jeu pour son scénario complexe inspiré du film noir et mettant en scène un conflit politique entre le Japon et les États-Unis. D'autres, cependant, considèrent la trame confuse et incompréhensible. De la même manière, le mode de contrôle a ses aficionados et ses détracteurs, ces derniers le comparant à celui de Myst, Snatcher ou d'autres jeux d'aventures « à l'ancienne ». Bien que recevant une moyenne agrégée plutôt tiède de 74 % sur Metacritic, Killer7 est salué par de nombreuses publications dans leurs prix de l'année. Les citations les plus communes ont lieu dans les catégories « Meilleur Scénario », « Meilleure Direction artistique » ou « Prix de l'innovation »,. Killer7 est finalement considéré comme un jeu culte mais destiné à un public restreint. IGN honore le jeu du titre de « Meilleur jeu auquel personne n'a joué » et Kristan Reed d'Eurogamer le décrit comme « un jeu concept, un jeu d'art et d'essai, un jeu simple, souvent un beau jeu mais certainement pas un jeu pour monsieur Tout-le-monde ».

## Postérité
L'annonce de la mise en chantier des Capcom Five se produit à un moment où Nintendo a des difficultés avec sa nouvelle console, avec comme objectif de venir soutenir sa commercialisation. Néanmoins, au fur et à mesure des sorties, Capcom se met à considérer de plus en plus que la GameCube n'est pas une console profitable ; c'est pourquoi la firme commence à porter ses jeux sur PlayStation 2. La critique a généralement considéré ces portages comme inférieurs en qualité : de nombreux testeurs pointent notamment des problèmes de ralentissements et une résolution graphique moindre,. Au bout du compte, quatre jeux des Capcom Five sont sortis dont un seul restant exclusif à la GameCube. Cet unique titre est P.N.03 alors que Capcom avait de nombreuses fois répété que ce serait Resident Evil 4. Les possesseurs de GameCube et fans de Nintendo sont finalement déçus de l'échec des Capcom Five, qui ne parviennent pas à relancer les ventes de la console. Luke Plunkett de Kotaku estime que, malgré les meilleures intentions, les cinq jeux de Capcom n'auraient pas pu empêcher l'échec de la GameCube dans la guerre des consoles de cette génération. Le changement total d'attitude de Capcom vis-à-vis de l'exclusivité de ses titres est représentatif du comportement des développeurs tiers sur la plate-forme de Nintendo,.
Capcom acquiert certaines pratiques commerciales à travers l'expérience du développement des Capcom Five. La première est de se concentrer sur des sorties multi plates-formes. La seconde concerne le besoin de rationaliser le développement. Avant la sortie des cinq jeux, la firme avait annoncé des pertes attendues de 103 millions de dollars pour l'année fiscale 2002, liées à des ventes faibles et des temps de développement rallongés pour finalement afficher 163 millions de dollars de pertes. Le cas de développement de Resident Evil 4 débuté en 1999 et ayant fait l'objet de nombreux rejets de version est particulièrement symbolique,. Le troisième enseignement tiré par Capcom est de se concentrer sur des franchises existantes plutôt que d'en créer de nouvelles, Resident Evil 4 étant le seul succès commercial des cinq jeux et étant une suite. À cet égard, Viewtiful Joe 2 est rapidement mis en production et sort un an après le premier opus. Ce temps de développement court entrave les velléités créatives de l'équipe de développement qui doit alors, par exemple, couper le mode coopératif du jeu. Toujours dans l'esprit de ces enseignements, Viewtiful Joe 2 sort à la fois sur GameCube et PlayStation 2 pour le rendre accessible à un plus large public et maximiser son potentiel de profits.

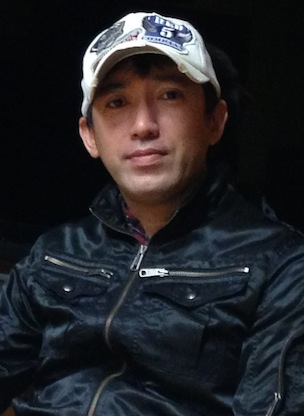
Shinji Mikami quitte Capcom en 2006 après la fermeture de Clover Studio qui a développé Viewtiful Joe 2.

Pour faciliter le développement de Viewtiful Joe 2, Capcom fait évoluer la « Team Viewtiful » en Clover Studio, une entité de production semi-autonome dont l'objectif sera de créer de nouvelles propriétés intellectuelles. Cette décision est également liée au portage PlayStation 2 de Resident Evil 4 qui a causé des tensions entre Capcom et Mikami, ce dernier s'étant opposé à la levée de l'exclusivité GameCube,. Clover Studio crée Ōkami et God Hand puis voit le départ de Atsushi Inaba, Hideki Kamiya et Shinji Mikami, ce qui entraîne sa fermeture par Capcom fin 2006. Ces démissions s'inscrivent dans une vague de départs de grands noms de la firme dont celles de Yoshiki Okamoto en 2003 et Keiji Inafune en 2010. Comme raison de leur départ, les développeurs de Clover évoquent le management de Capcom et son opposition à l'implémentation d'idées nouvelles, un motif déjà évoqué par Inafune,,. Ils créent PlatinumGames avec d'anciens salariés de Clover. En 2008, ils annoncent la mise en chantier des Platinum Three faisant écho à l'ambition créative des Capcom Five, les trois jeux étant MadWorld, Infinite Space et Bayonetta.
En dehors de Capcom, Killer7 est un tournant pour Suda51 et son studio Grasshopper Manufacture, lançant sa carrière internationale. Killer7 est en effet son premier jeu à sortir hors du Japon. Même si les ventes du jeu n'atteignent pas les seuils espérés par Capcom, le statut culte acquis par celui-ci encourage le créateur à produire des remakes de ses deux précédents jeux, The Silver Case et Flower, Sun, and Rain pour une sortie occidentale,. Cette popularité lui permet aussi de sortir No More Heroes qui devient un succès critique et public,,. Ce jeu confirme Suda51 dans son statut d'auteur. Il travaillera par la suite avec Shinji Mikami sur Shadows of the Damned.
Malgré le relatif échec du projet au global, les Capcom Five ont un impact sur les pratiques de game design. Après avoir expérimenté un gameplay d'action sur P.N.03, Mikami utilise son expérience pour produire Vanquish qui marque une évolution et un aboutissement par rapport au précédent gameplay développé. D'un autre côté, Adam Sorice de Nintendojo suggère que la distribution féminine hypersexualisé de P.N.03 a eu des conséquences regrettables dans la représentation des genres dans les jeux vidéo. Il postule également que l'échec commercial du jeu a entraîné une frilosité chez Capcom, peu enclin les années suivantes à proposer des jeux mettant en scène des héroïnes. Au-delà de son succès critique, Resident Evil 4 est l'un des jeux les plus influents de la décennie. Sa caméra au-dessus de l'épaule de l'avatar devient un standard dans les jeux d'action à la troisième personne — citons notamment Gears of War ou Batman: Arkham Asylum. La visée laser de l'arme de Leon inspire les séries Dead Space et Grand Theft Auto comme une alternative au verrouillage automatique des cibles. Plus largement, Resident Evil 4 déconstruit les conventions classiques du survival horror comme établies par les premiers jeux de la série. Certains critiques reprochent d'ailleurs au jeu d'avoir fait perdre au genre son essence en mettant l'emphase sur l'action et le combat. À la suite de Resident Evil 4, de nombreux jeux d'horreur orientent leur gameplay vers l'action, par exemple Silent Hill: Homecoming ou le reboot d'Alone in the Dark sorti en 2008,.
Selon des sources de l'industrie, l'annulation des exclusivités GameCube par Capcom, en particulier celle de Resident Evil 4, est perçue par Nintendo comme une trahison et tend les relations entre les deux firmes pendant plusieurs années. Après l'arrêt du support de la console par Capcom, la GameCube se vend finalement à 22 millions d'unités, en dessous des 33 millions d'unités de la Nintendo 64 et un score très faible par rapport à la PlayStation 2, vendue à plus de 155 millions d'exemplaires,. Resident Evil 4 est porté sur Wii en 2007 et bénéficie d'un remaster haute définition sur PlayStation 3 et Xbox 360 en 2011,. Le jeu Super Smash Bros. Brawl de Nintendo sort en 2008 et intègre des personnages de sociétés-tiers comme Solid Snake de Konami ou Sonic de Sega. Kotaku relaie une rumeur disant que Nintendo a refusé d'intégrer un personnage de Capcom à cause de la levée de l'exclusivité de Resident Evil 4. Ce n'est que des années plus tard que Mega Man, personnage propriété de Capcom apparaît dans Super Smash Bros. for Nintendo 3DS / for Wii U.
Finalement, la GameCube échoue à retrouver le soutien des studios tiers, une tendance qui se poursuit donc depuis la Nintendo 64 et perdurera sur la console qui lui succédera, la Wii. Cette dernière doit principalement son succès à des titres de Nintendo jusqu'en 2009 où le développement interne devient insuffisant pour pourvoir à la demande de nouveautés. Les ventes se mettent à chuter et Nintendo entame une politique agressive d'attraction des développeurs tiers. La Wii devient la console au plus fort succès commercial de tous les temps,,. Pour ses consoles suivantes, la Wii U et la Nintendo 3DS, Nintendo travaille très en amont avec des développeurs tiers pour éviter les problèmes rencontrés sur Wii et retrouver les bonnes relations avec les tiers de l'époque de la NES et de la Super Nintendo. Le résultat est en demi-teinte,,. Avec la Nintendo Switch, un grand succès commercial, Nintendo semble retrouver le soutien des développeurs tiers.